# Зубовський Олег Валерійович
Оле́г Вале́рійович Зубо́вський — полковник Збройних сил України.

## Життєпис
1996 року закінчив інститут танкових військ.
В 2007 році майор Зубовський — начальник штабу 1-го механізованого батальйону.
Гвардії підполковник Зубовський перебував до ротації в квітні 2012 року у складі української миротворчої місії (Косово).
Станом на вересень 2013 року підполковник Зубовський — командир 1-ї батальйонної тактичної групи 30-ї окремої механізованої бригади.
В часі російсько-української війни брав участь у боях за Донецький аеропорт.
З 10 жовтня 2015 до травня 2018 — командир 28-ї окремої механізованої бригади.
З 2018 — навчання на стратегічному факультеті Національного університету оборони України імені Івана Черняховского.

## Нагороди
За особисту мужність і героїзм, виявлені у захисті державного суверенітету та територіальної цілісності України, вірність військовій присязі під час російсько-української війни нагороджений
- орденом Богдана Хмельницького III ступеня (4.12.2014)[2].